# Voyage
Михајло Веруoвић (Београд, 15. септембар 2001), познатији као Voyage (транскр.  Војаж), српски је кантаутор и глумац. Каријеру је започео 2015, док се истакао синглом Врати ме (2019) који је снимио с тадашњом партнерком Бресквицом. Дебитантски студијски албум, Guns N' Roses, издао је 2024. Поред музике, глуми главну улогу у серији У клинчу (2022—данас).

## Биографија
Михајло Веруовић је рођен 15. септембра 2001. године у Београду. Син је медицинске раднице Жане и Милана Веруовића који је радио као телохранитељ председника Владе Србије Зорана Ђинђића. После атентата на Зорана Ђинђића 2003, с породицом се преселио 
у Стразбур, где су живели до његове осме године. Због тога је усвојио уметничко име Voyage које на француском језику значи „путовање”.
Музиком је почео да се бави још у основној школи, а у средњој школи је са друштвом из краја основао хип-хоп групу Company. Група је прву песму објавила 2015. године, под називом Приђи ближе. Са групом је такође 2017. године објавио песму До краја и још многе.
Заједно са Андреом објавио је албум Порок и грех априла 2019. године. Албум је издат за дискографску кућу Die Rich, а на њему се налази 10 песама које је написао са Андреом.
Током 2019. започео је сарадњу са дискографском кућом Генерација Зед, за коју је маја 2019. године објавио песму Отрован, заједно са Хенијем, а потом и песму Сећања, такође са њим.
Широј публици постао је познат након сарадње са Бресквицом на песми Врати ме. Новембра 2019. године издао је други дует са Бресквицом под називом Буди ту, а крајем децембра исте године објавио је песму Кораци у ноћи заједно са Вуком Мобом и Бресквицом.
Током 2020. наставио је да објављује дуете са Бресквицом, па су те године изашле песме C'est la vie, Дам, Безимена, Анђеле, а те године су њих двоје заједно са Тањом Савић објавили и песму Панцир.
Почетком 2021. започео је сарадњу са продуцентима филма и ТВ серије Јужни ветар и у оквиру те сарадње марта исте године објавио песму Плеши заједно са британским репером Џејем Фадоом, а њих двојица су написали текст и музику за песму.
Почетком марта 2022. године опробао се у улози глумца када је започео снимање серије У клинчу, у којој игра једну од главних улога Аљошу Ковача. Серија се премијерно емитује на каналу РТС 1 од 29. августа 2022. године.

## Приватни живот
Завршио је Девету гимназију. Студирао је аудио-визуелну продукцију на Факултету за економију, финансије и администрацију Универзитета Метрополитан. У јануару 2021. раскинуо је везу с певачицом Анђелом Игњатовић, познатом под уметничким именом Бресквица, с којом је био у вези две године.
У септембру 2021. учествовао је у јавној кампањи коју је организовао град Београд за подстицање вакцинације против ковида 19, када је изјавио: „Мислим да је то једна друштвено одговорна одлука коју би свако требало да учини, али не можемо никога ни на шта да наговоримо”. Такође је рекао да је на његово залагање утицала његова мајка која је радила као медицинска радница током пандемије ковида 19.
У октобру 2021. на платформи Instagram изнео је своје мишљење о хомосексуалности, након чега је добио похвале због своје „отворене и недвосмислене” јавне подршке ЛГБТ+ заједници у Србији.

## Дискографија

### Студијски албуми
- (2024)

### Заједнички албуми
- Порок и грех (ft. Андре, 2019)

### Лајв албуми
- Voyage: Music Week (Live) (2021)

### Синглови
- Приђи ближе (2015)
- До краја (2017)
- Надарен или проклет (ft. Реља Торино, 2017)
- Метро (2018)
- Piccolo (2018)
- Тантала (2018)
- Бело (2018)
- Отрован (ft. Henny, 2019)
- Сећања (ft. Henny, 2019)
- TRAPSTARZ (ft. Јосиф, 2019)
- V Y B E (ft. Јосиф, 2019)
- Врати ме (ft. Бресквица, 2019)
- Буди ту (ft. Бресквица, 2019)
- Кораци у ноћи (ft. Вук Моб, Бресквица, 2019)
- Требала (ft. MihaMih, 2019)
- C'est la vie (ft. Бресквица, 2020)
- Дам (ft. Бресквица, 2020)
- Безимена (ft. Бресквица, 2020)
- Панцир (ft. Тања Савић, Бресквица, 2020)
- Анђеле (ft. Бресквица, 2020)
- Бели Град (ft. Бресквица, 2021)
- Плеши (2021)
- Картел (2021)
- Bounce (ft. SNIK, 2021]]
- Аман (ft. Раста, 2021)
- Балкан (ft. Nucci, 2021)
- Еуфорија (2021)
- Улоге (2021)
- Детињство (2022)
- Гад (ft. Nucci, 2022)
- Танго (2022)
- Лондон (ft. Елена Китић, 2022)
- I Miei Amici (ft. Niko Pandetta, 2022)
- Писмо (ft. Дарко Лазић, Раста, 2022)
- Ла ла ла (2022)
- Bella Hadid (ft. Nucci, 2023)
- Гарава (ft. Девито, 2023)
- Mafia (ft. Девито, 2023)
- Blue Racks (ft. Pajel, 2023)
- Сврати (2023)
- Block Life (ft. Меро, 2023)
- Периферија (ft. Nucci, 2023)
- Амстердам (ft. Биба, 2024)
- VVS (ft. Бака Прасе, 2024)

### Спотови
| Спот          | Година | Режисер                    |
| ------------- | ------ | -------------------------- |
| Отрован       | 2019.  | Tsunami Production         |
| TRAPSTARZ     | 2019.  | Томислав Живковић          |
| V Y B E       | 2019.  | Томислав Живковић          |
| Врати ме      | 2019.  | Tsunami Production         |
| Буди ту       | 2019.  | Tsunami Production         |
| Кораци у ноћи | 2019.  | Tsunami Production         |
| C'est la vie  | 2020.  | Игор Жећевић               |
| Дам           | 2020.  | Djordje Jovcic - YUNGGORG  |
| Безимена      | 2020.  | Игор Жећевић               |
| Панцир        | 2020.  | Немања Новаковић           |
| Анђеле        | 2020.  | Игор Жећевић               |
| Плеши         | 2021.  | Немања Новаковић           |
| Картел        | 2021.  | Игор Жећевић               |
| Bounce        | 2021.  | Ђорђе Трбовић              |
| Аман          | 2021.  | Раста                      |
| Балкан        | 2021.  | Немања Новаковић           |
| Еуфорија      | 2021.  | Немања Новаковић           |
| Улоге         | 2021.  | Немања Новаковић           |
| Детињство     | 2022.  |                            |
| Гад           | 2022.  | malosamo                   |
| Танго         | 2022.  | malosamo                   |
| Писмо         | 2022.  |                            |
| Лондон        | 2022.  | Немања Новаковић           |
| Ла ла ла      | 2022.  | Лука Матковић, Ана Циндрић |
| Балерина      | 2023.  | Немања Новаковић           |
| Bella Hadid   | 2023.  | Лука Матковић              |
| Mafia         | 2023.  | Лука Матковић, Ана Циндрић |
| Сврати        | 2023.  | Leonard Firstner, malosamo |
| Block Life    | 2023.  | Leonard Firstner, malosamo |
| Периферија    | 2023.  |                            |
| Јануар и Јун  | 2024.  | NN Media                   |
| Ризик         | 2024.  | NN Media                   |
| Бекрија       | 2024.  | Леонард Фирстнер           |
| Такви као ти  | 2024.  | Леонард Фирстнер           |
| Polizia       | 2024.  | Леонард Фирстнер           |
| Балкан 2      | 2024.  | Леонард Фирстнер           |
| Мушкарчина    | 2024.  | NN Media                   |
| Београд       | 2024.  | Леонард Фирстнер           |
| VVS           | 2024.  | Леонард Фирстенер          |

## Филмографија
| Година     | Назив                  | Улога       |
| ---------- | ---------------------- | ----------- |
| 2022.      | Комедија на три спрата | Оги         |
| 2022—данас | У клинчу               | Аљоша Ковач |